# Algutsboda distrikt
Algutsboda distrikt är ett distrikt i Emmaboda kommun och Kalmar län. 
Distriktet omfattar ett område norr om Emmaboda. 

## Tidigare administrativ tillhörighet
Distriktet inrättades 2016 och utgörs av en del av området som Emmaboda köping omfattade till 1971, i det område som före 1969 utgjorde Algutsboda socken och som 1969 uppgick i köpingen.
Området motsvarar den omfattning Algutsboda församling hade vid årsskiftet 1999/2000.